# 静帝
静帝（せいてい）は、北朝北周の第5代皇帝。姓は宇文、諱は闡（せん）。もとの諱は衍（えん）。

## 生涯
建徳2年（573年）6月、長安東宮に、皇太子であった宣帝宇文贇の長男として、皇后の一人朱満月を母として生まれた。大成2年（579年）1月、魯王に封ぜられて間もなく皇太子に立てられた。2月、わずか7歳で宣帝から譲位された。宣帝が天元皇帝を称したため、静帝は正陽宮を称した。幼少のため、嫡母の天元皇太后の父である丞相の随国公楊堅が輔弼した。
宣帝の代に既に弱体化していた北周であるが、静帝の代には申州刺史の李恵や皇族の邵国公宇文冑などが挙兵し、国内に混乱が見られた。事態を収拾できない静帝は大定元年（581年）2月に隋王楊堅に帝位禅譲を迫られ、北周は滅亡した。退位後の宇文闡は介国公に封じられたが、5月に文帝楊堅により殺害された。享年9。

## 宗室

### 后妃
- 司馬令姫